# كريم بن يمينة
 كريم بن يمينة  (بالألمانية: Karim Benyamina)‏ لاعب كرة قدم جزائري وألماني. من مواليد (18 ديسمبر 1981) في برلين من أب جزائري من الحي الشعبي لاڨلاسيار بلدية باش جراح وأم ألمانية، يلعب في نادي اتحاد برلين.

## أفضل هداف فريقه
في 26 سبتمبر 2009، سجل هدفا في مباراة في الدوري ضد روت فايس أهلين ليصبح أفضل هداف في تاريخ نادي الاتحاد برلين ب 78 في 161 مباراة في جميع المسابقات الودية والغير ودية.

## مع المنتخب
- يوم 30 أكتوبر 2010، أستدعي كريم بن يمينة لتمثيل المنتخب الجزائري في مباراة الاستعدادية ضد منتخب لكسمبورغ

## شخصيا
- لدى كريم أخ اسم سفيان يلعب في نادي هواة شتوتغارت الألماني.

## وصلات خارجية
- كريم بن يمينة على موقع قاعدة بيانات كرة القدم.إي يو (الإنجليزية)
- كريم بن يمينة على موقع بيانات كرة القدم. دي إي (الألمانية)
- كريم بن يمينة على موقع ناشيونال فوتبول تيمز (الإنجليزية)
- كريم بن يمينة على موقع Soccerway.com (الإنجليزية)
- كريم بن يمينة على موقع عالم كرة القدم.نت (الإنجليزية)
- كريم بن يمينة على موقع كووورة
- القائمة المستدعاة لتمثيل المنتخب الجزائري ضد منتخب لكسمبورغ